# Hermann Zvi Guttmann
Hermann Zvi Guttmann (* 13. September 1917 in Bielitz, Österreichisch-Schlesien; † 23. Juni 1977 in Frankfurt am Main) war ein deutscher Architekt.

## Leben

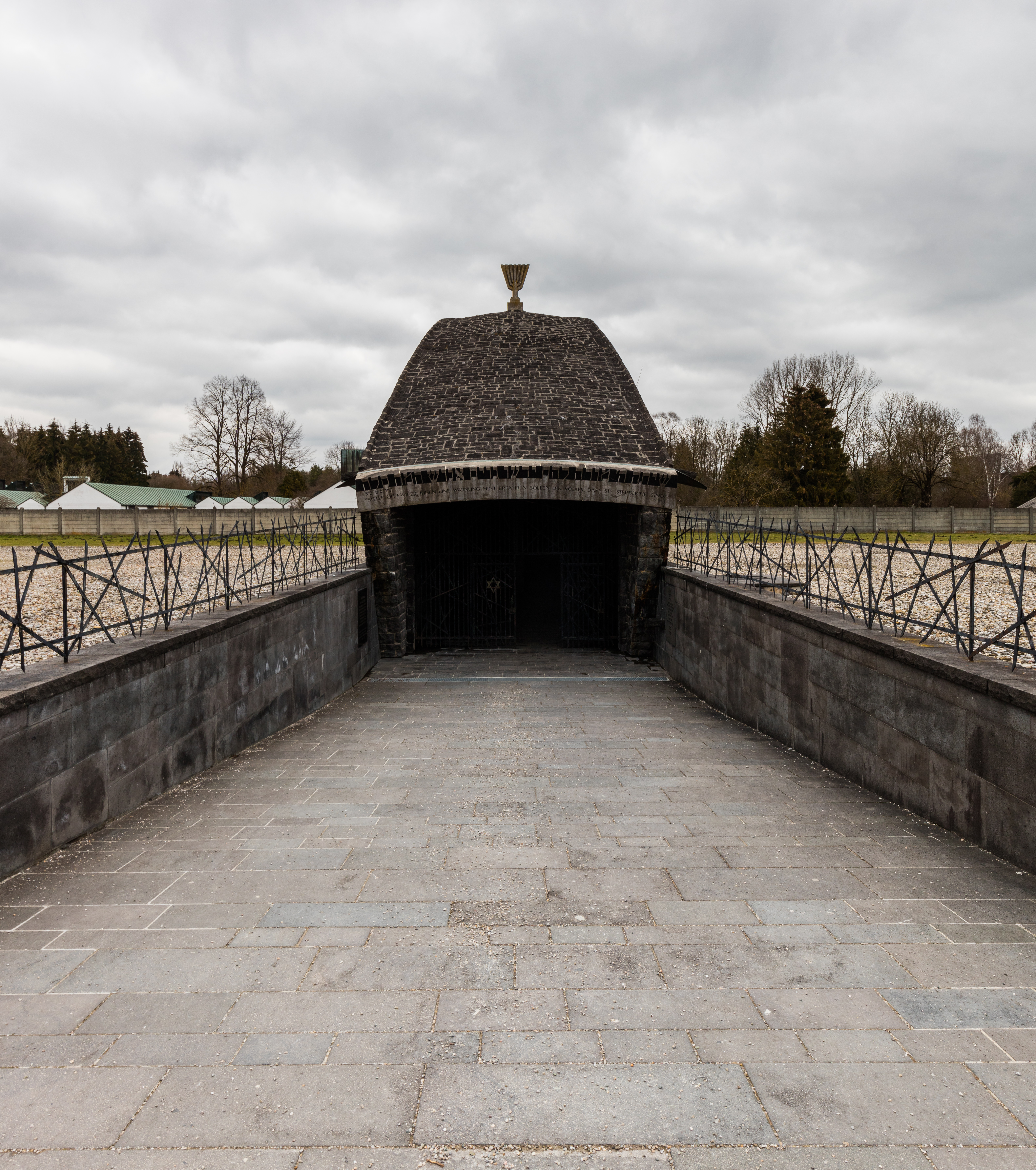
Jüdisches Mahnmal, KZ-Gedenkstätte Dachau

Guttmanns Vater war selbständiger Kaufmann in Bielitz; die Familie war streng jüdisch-religiös und deutschsprachig. Er studierte in Krakau von 1938 bis zum deutschen Überfall Philosophie und Germanistik und floh dann in das sowjetisch verwaltete Lemberg (Ukraine). Das dort begonnene Architekturstudium musste er im August 1941 aufgeben und wurde mit weiteren Familienmitgliedern in ein Arbeitslager in Sibirien verbracht.
Ab 1946 wartete er als Displaced Person in Pocking vergeblich auf die Ausreise. Das im Sommersemester 1948 wieder aufgenommene Architekturstudium, nun an der TU München, schloss er im Wintersemester 1950/51 mit dem Staatsexamen ab. In Frankfurt ließ er sich Ende 1952 als Architekt nieder. Er trug zur Etablierung kleiner jüdischer Gemeinden bei: Nach seinen Plänen entstanden sechs Gemeindezentren, drei Altenheime, zwei Trauerhallen, ein Kinderheim, drei Betsäle in bestehenden Gebäuden, zwei Denkmale und einige Bäder (Mikwaot). Ferner errichtete er Wohn- und Geschäftshäuser.
Guttmann brachte sich daneben ehrenamtlich als Gemeinderat in Frankfurt und in vielen jüdischen Institutionen ein. Er starb im Alter von 59 Jahren und wurde in Jerusalem begraben.

## Familie
Guttmann heiratete im April 1952 die Kinderärztin Gitta Torenberg, geboren am 1. Januar 1923 in Piotrkow-Tryb, Polen. Gitta Guttmann war Gründungsmitglied der WIZO-Gruppe Frankfurt und deren Vorsitzende beziehungsweise Vorstandsmitglied von 1958 bis 1998 sowie Vize-Präsidentin der WIZO Deutschland von 1960 bis 1991.

## Werke

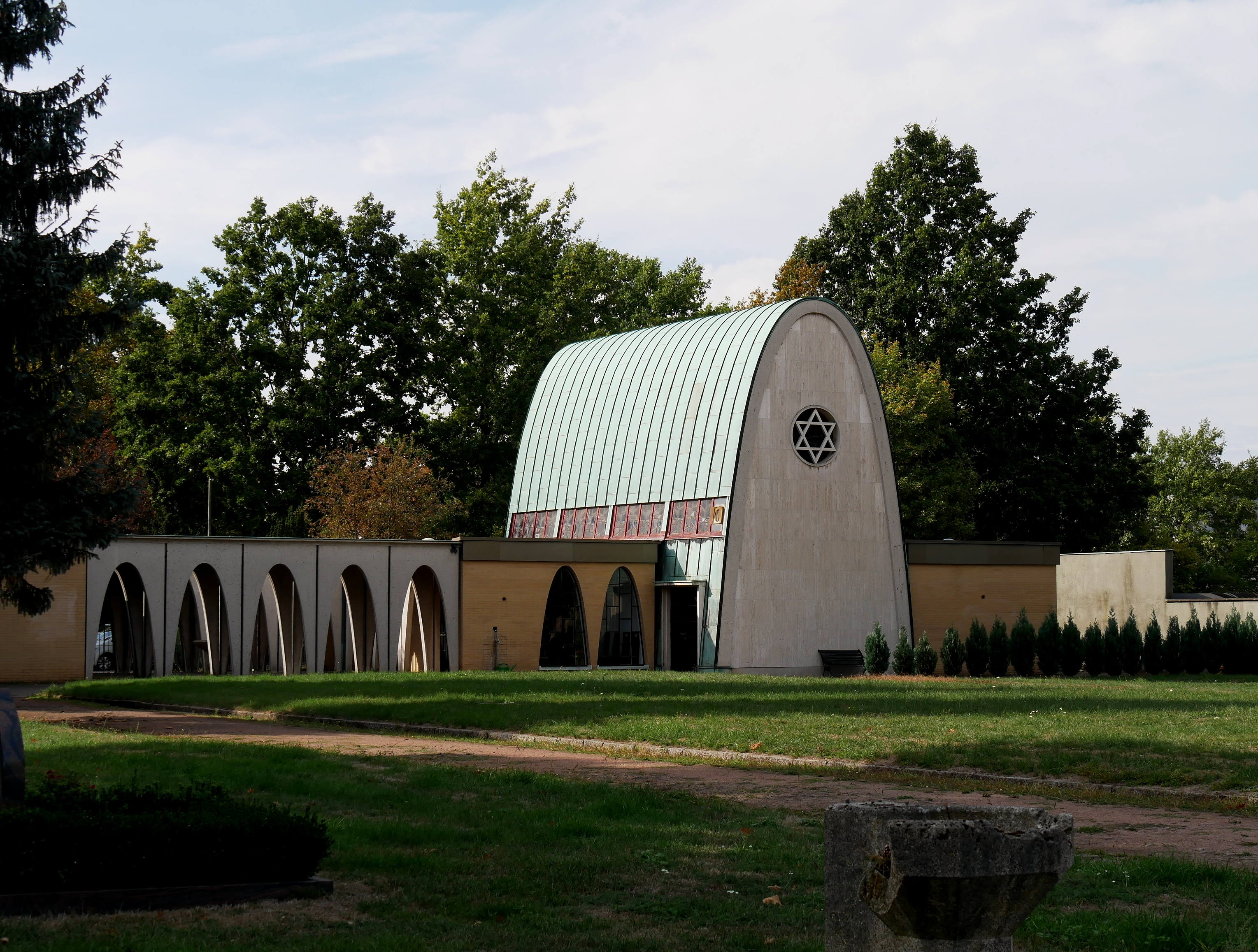
Die Trauerhalle auf dem Jüdischen Friedhof in Hannover-Bothfeld zeigt ein wiederkehrendes Element in den Entwürfen Guttmanns: die mathematisch begründete Parabel.

### Bauten
- 1953–1958: Neue Synagoge in Düsseldorf
- 1956: Neue Synagoge der jüdischen Gemeinde in Offenbach, denkmalgeschützt, jedoch 1997 nach Plänen des Gemeindevorstehers Alfred Jacoby umgestaltet[6]
- 1960: Trauerhalle des Jüdischen Friedhofs Bothfeld in Hannover[7]
- 1963: Neue Synagoge der jüdischen Gemeinde in Hannover,[7] Haeckelstraße
- 1967–1969: Synagoge in Osnabrück

### Denkmale
- 1967: Mahnmal auf dem Gelände der KZ-Gedenkstätte Dachau

### Schriften
- Vom Tempel zum Gemeindezentrum / Synagogen im Nachkriegsdeutschland, hrsg. von Sophie Remmlinger und Klaus Hofmann, Athenäum, Frankfurt am Main 1989, ISBN 3-610-00425-8